# Sansa, tu viện Phật giáo ở vùng núi Hàn Quốc
Sansa (Sơn tự) là các tu viện Phật giáo trên núi tại các tỉnh phía nam của Hàn Quốc. Được thành lập vào thế kỷ 7 đến 9, các tu viện này là nơi linh thiêng, tồn tại như là trung tâm của đức tin và nghi lễ tôn giáo hàng ngày cho đến tận ngày nay. Chúng mang những đặc điểm của đền Hàn Quốc bao gồm khoảng sân trong được bao quanh bởi 4 tòa nhà (đại sảnh, nhà sảnh đường, giảng đường và ký túc xá). Ngoài ra, các ngôi đền còn là nơi chứa một lượng lớn các cấu trúc, vật thể và tư liệu nổi bật.

## Danh sách
Dưới đây là 7 tu viện Phật giáo trên núi được UNESCO công nhận là Di sản thế giới.
- Pháp Trụ tự
- Phượng Đình tự
- Phù Thạch tự
- Đại Hưng tự
- Ma Cốc tự
- Tiên Nham tự
- Thông Độ tự